# Hang Blombos

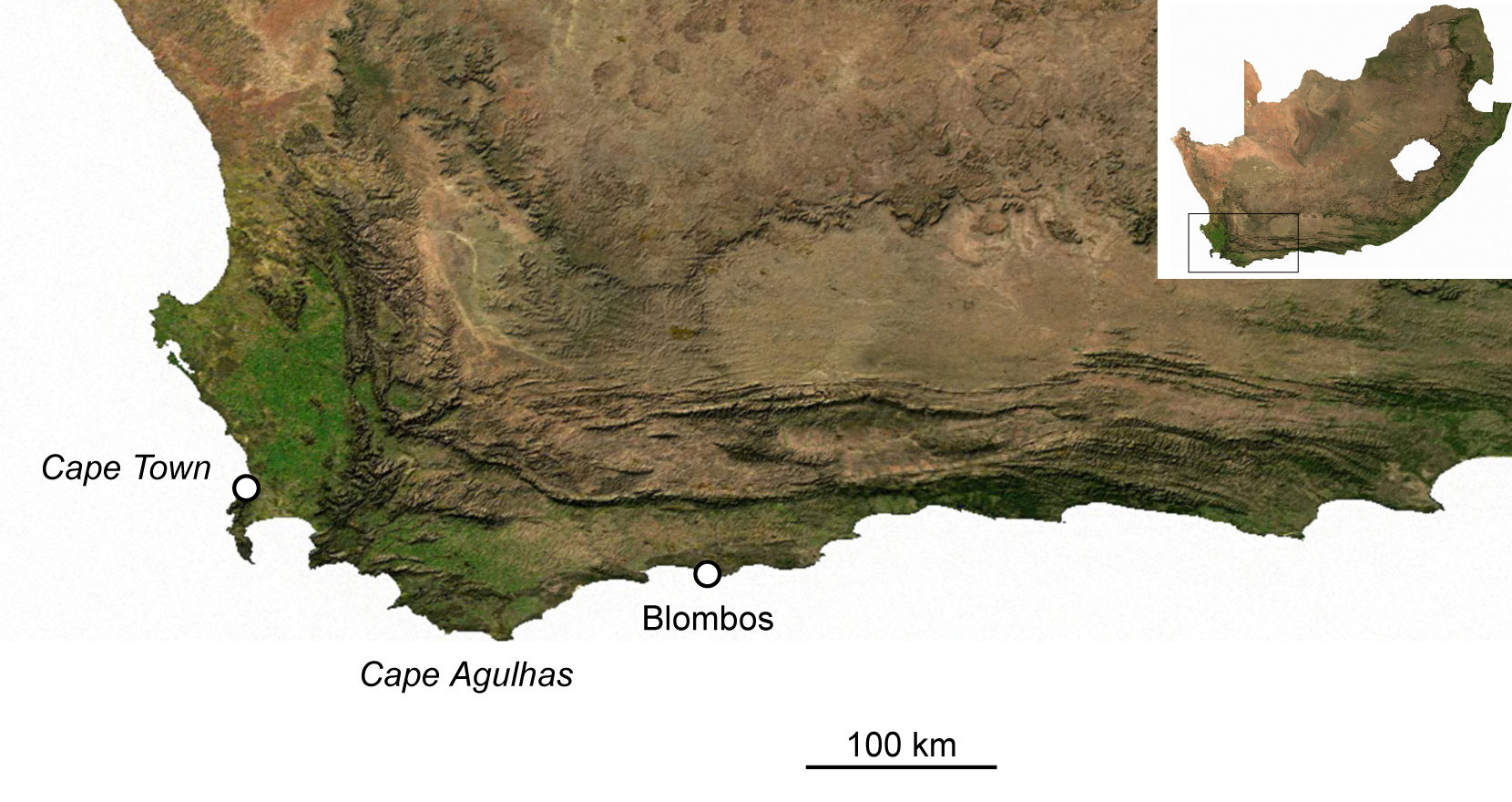
Vị trí của động Blombos

Hang Blombos là một hang động ở một vách núi đá vôi calcarenite trên bờ biển miền Mũi Nam thuộc Nam Phi. Đây là một địa điểm khảo cổ nổi tiếng bởi sự phát hiện của mảnh vỡ 75.000 năm tuổi khắc trên hoàng thổ với những thiết kế trừu tượng và hạt được làm từ vỏ Nassarius, niên đại 80.000 năm, các công cụ bằng xương. Một số các bằng chứng sớm nhất cho nghề bắt sò và có thể đánh cá đã được phát hiện tại khu vực có niên đại khoảng 140.000 năm trước.
Các cuộc khai quật đã được thực hiện từ năm 1991 tại hang Blombos cung cấp các hình ảnh về cuộc sống vào thời kỳ đồ đá giữa Trung Phi ở mũi phía nam, Nam Phi. 
Ba giai đoạn của thời kỳ đồ đá giữa đã được xác định và đặt tên là M1, M2 và M3. Việc xác định niên đại bằng phương pháp phát quang kích thích quang học và quang nhiệt (thermoluminescence) đã cung cấp niên đại cho mỗi giai đoạn: đó là khoảng 71.000 trước Công nguyên cho giai đoạn M1, khoảng 78.000 trước Công nguyên cho giai đoạn M2 và từ 100.000 đến 140.000 BC cho giai đoạn M3.
Các công cụ xương, hạt vỏ biển, và màu đất son khắc được tìm thấy trong giai đoạn M1, công cụ xương trong giai đoạn đầu M2, và số lượng đáng kể hoàng thổ và các công cụ sản xuất có liên quan đến hoàng thổ trong giai đoạn M3.